# Valea Bisericii, Ialomița
Valea Bisericii este un sat în comuna Drăgoești din județul Ialomița, Muntenia, România.